# 胡敏 (1931年)
胡敏（1931年—2024年9月21日），男，四川万县人，中华人民共和国政治人物，曾任中国国民党革命委员会中央委员会副主席。

## 生平
1952年，毕业于上海交通大学土木工程系，任北京煤炭设计研究院工程师。后升任副院长。1992年6月，任中国煤炭建设协会副理事长、中国有色金属建设协会缆索运输工程分会副理事长。同年，任民革第八届中央副主席。1997年，连任。1998年3月，第九届全国人大第一次会议上，他当选为全国人民代表大会常务委员会委员、第九届全国人大环境与资源保护委员会委员。
2024年9月21日12时50分在北京逝世。